# 死亡之旅 (2006年電影)
《死亡之旅》（英語：Dark Ride）是一部2006年美國砍杀电影，由克雷格·辛格執導，辛格和羅伯特·迪恩·克萊因編劇，被選為在“8 Films To Die For”電影節放映，是該電影節系列的首批八部影片之一。影片圍繞一群朋友在阿斯伯里帕克的死亡之旅中受到瘋狂蒙面殺人犯的恐嚇而展開。

## 剧情
雙胞胎少女萨姆和科琳進入神秘的死亡之旅。性格強硬、好勝的萨姆對科琳感到惱火，因為科琳感到焦慮和害怕。杀手綁架了萨姆並切開了她的胃，然後殘忍地殺死了科琳。
十年後，凯茜（潔美-琳·辛格勒飾）和利兹（珍妮佛·緹斯戴爾飾）正準備春假。他們決定與三個男性朋友比尔（派翠克·瑞納飾）、史蒂夫（大衛·克萊頓·羅傑斯飾）和吉姆（艾力克斯·索洛威茲飾）一起公路旅行。众人一起登上吉姆的貨車，並遇到了一位名叫珍（安德莉雅·鮑嘉飾）的搭便車者。在加油站時，比爾四處閒逛，想要找到衛生間。當他回到其他人身边時，他聲稱發現了一本關於死亡之旅在關閉多年後重新開放的小冊子。一行人決定繞道遊樂園，在死亡之旅景點過夜。他們到達後，凯茜決定留在貨車裡，而其他人則踏上死亡之旅。他們不知道的是，杀手乔纳（戴夫·瓦登飾）在殺死兩名護工後已经從精神病院逃脫。
利兹、史蒂夫、吉姆和珍在裡面找到了一扇門。吉姆打開電源，燈光亮起，遊樂設施啟動，並產生可怕的戲劇效果。然後四人坐下來吸大麻。比尔向他們講述了十年前被殺的兩個女孩的事，並透露她們是他的表亲。其他人最初表示懷疑，但最終都相信了他。珍和史蒂夫漫步到走廊裡閒逛。珍看到了一些東西，並註意到凯茜的假屍體坐在椅子上，喉嚨被割斷。这个恶作剧的目的是为了对付史蒂夫，史蒂夫由于受到创伤而脸色铁青。凯茜與他爭吵，在比尔的劝阻下，他們停止了爭吵。史蒂夫對這個惡作劇很生氣，獨自走開了。
其他人仍在繼續前進，这时停电了。吉姆去地下室修理，珍跟著他下來並開始給他口交。乔纳滑過地板上的一個隱藏入口，割下了珍的頭。吉姆逃跑时頭撞到管子上晕了过去。與此同時，利兹、凯茜和比尔開始寻找離開的路，這時他們偶然發現了史蒂夫殘缺不全的屍體。她们害怕了，向一側跑去，比尔則向另一側跑去。
凯茜發現利兹的屍體後，一名警察趕到想要幫助她，但乔纳用砍刀將他的頭砍成兩半。凯茜從一個缺口跳出來，钻進了貨車。乔纳用鉤子攻擊吉姆，但凯茜駕駛貨車衝進大樓，將乔纳刺在尖刺牆上，殺死了他，不过自己也昏了过去。比尔现身，透露他和乔纳是兄弟，並刺傷了吉姆。比尔感謝凯茜，凯茜跑出死亡之旅，听到警笛声后跪倒在地。影片結束時，比尔似乎戴上了乔纳的面具。